# Répétition (théâtre)
Ne doit pas être confondu avec Répétition (musique).
 (août 2023).
La mise en forme du texte ne suit pas les recommandations de Wikipédia : il faut le « wikifier ».
Les points d'amélioration suivants sont les cas les plus fréquents. Le détail des points à revoir est peut-être précisé sur la page de discussion.
- Les titres sont pré-formatés par le logiciel. Ils ne sont ni en capitales, ni en gras.
- Le texte ne doit pas être écrit en capitales (les noms de famille non plus), ni en gras, ni en italique, ni en « petit »…
- Le gras n'est utilisé que pour surligner le titre de l'article dans l'introduction, une seule fois.
- L'italique est rarement utilisé : mots en langue étrangère, titres d'œuvres, noms de bateaux, etc.
- Les citations ne sont pas en italique mais en corps de texte normal. Elles sont entourées par des guillemets français : « et ».
- Les listes à puces sont à éviter, des paragraphes rédigés étant largement préférés. Les tableaux sont à réserver à la présentation de données structurées (résultats, etc.).
- Les appels de note de bas de page (petits chiffres en exposant, introduits par l'outil «  Source ») sont à placer entre la fin de phrase et le point final[comme ça].
- Les liens internes (vers d'autres articles de Wikipédia) sont à choisir avec parcimonie. Créez des liens vers des articles approfondissant le sujet. Les termes génériques sans rapport avec le sujet sont à éviter, ainsi que les répétitions de liens vers un même terme.
- Les liens externes sont à placer uniquement dans une section « Liens externes », à la fin de l'article. Ces liens sont à choisir avec parcimonie suivant les règles définies. Si un lien sert de source à l'article, son insertion dans le texte est à faire par les notes de bas de page.
- La présentation des références doit suivre les conventions bibliographiques. Il est recommandé d'utiliser les modèles {{Ouvrage}}, {{Chapitre}}, {{Article}}, {{Lien web}} et/ou {{Bibliographie}}. Le mode d'édition visuel peut mettre en forme automatiquement les références.
- Insérer une infobox (cadre d'informations à droite) n'est pas obligatoire pour parachever la mise en page.

Pour une aide détaillée, merci de consulter Aide:Wikification.
Si vous pensez que ces points ont été résolus, vous pouvez retirer ce bandeau et améliorer la mise en forme d'un autre article.

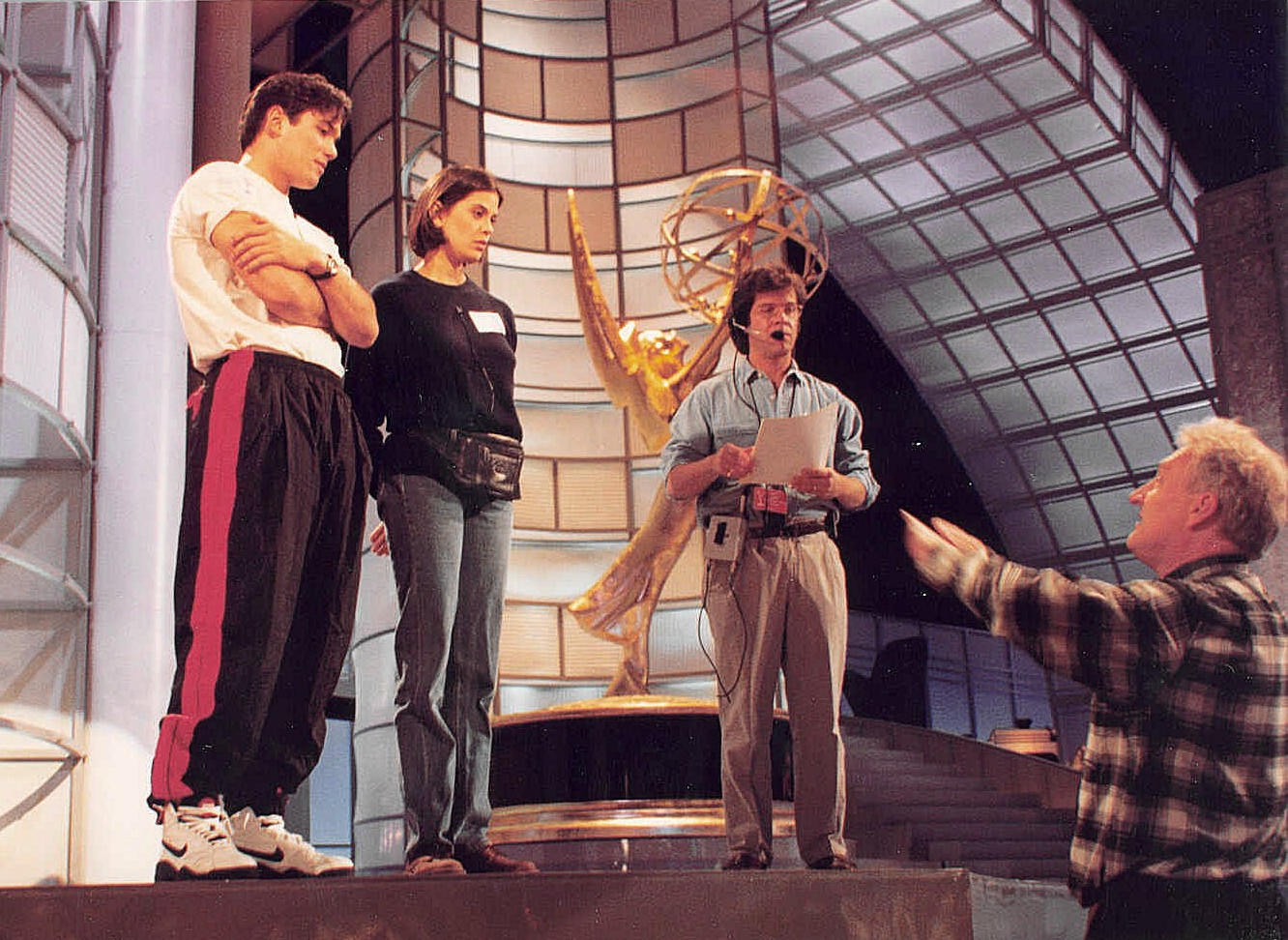

Au théâtre, la répétition, est un exercice d’apprentissage ou de mémorisation d’une partie ou de la totalité d’une pièce de théâtre sous la direction du metteur en scène.
On répète  la piece par  morceaux, en s’arrêtant pour régler les intentions, les gestes, les déplacements, les entrées, les sorties. 
On va le plus souvent « essayer » différentes options/façons de jouer une même réplique ou suite de répliques. Comme pour un morceau de musique, l’interprétation d’un même texte peut être très différente selon les comédiens et les indications que leur donne le metteur en scène.
Puis, une fois décidée la façon de faire, on va refaire, et re-refaire jusqu’à l’avoir mémorisée le mieux possible. D’ou le terme « répétition ». 
On ne répéte pas forcément les scènes dans l’ordre ou elles seront jouées. On peut  passer beaucoup plus de temps sur un tout petit «  morceau » de scène que sur un  « grand » morceau.
Le filage, lui,  est une répétition durant laquelle on joue sans interruption la pièce entière, dans l’ordre ou les scènes sont écrites. 

## Variantes
Avant la première représentation publique :

### La générale
La répétition générale est la dernière répétition avant la première représentation. Elle couvre la totalité de la pièce dans les conditions de mise en scène de la représentation publique (durée, costumes, décors, son, éclairage…). Elle peut accueillir des amis, des invités, parfois la presse.

### La colonelle
C’est la répétition qui précède la générale. Dans la hiérarchie des grades militaires, le colonel est en effet juste en dessous du général.

### La couturière
C’est souvent aussi l’avant-dernière répétition avant la première représentation. Elle a pour objectif de tester la pièce avec tous les costumes, de fixer les dernières retouches, d'optimiser les changements et l'habillage. Le nom vient du fait qu'elle permettait aux couturières de faire les dernières retouches aux costumes.
De la création à la dernière représentation :

### L'italienne
La répétition à l’italienne consiste à dire le texte très rapidement, sans expressivité particulière et sans déplacements. Cet exercice aide à fiabiliser la mémorisation du texte, et plus particulièrement à fluidifier l’enchaînement des répliques entre les acteurs.

### L’allemande
La répétition à l’allemande consiste à faire les déplacements, en accéléré, sans s’intéresser au texte, qui peut être tronqué là où il n’implique aucun déplacement. Cet exercice permet aux acteurs de mémoriser les déplacements et de s’approprier  l’espace scénique. Les allemandes sont particulièrement nécessaires quand la troupe se déplace dans un nouveau théâtre.

### Sources et bibliographie
- L'envers du décor, fichier PDF : http://www.aveyron-culture.com/telechargement.php3
- Glossaire du théâtre, par André G. Bourassa. Soutien multimédia, François Bourassa : http://www.theatrales.uqam.ca/glossaire.html
- Les mots du théâtre : http://les4cats.free.fr/glossair.htm ; http://www.ruedutheatre.eu/page/15/les-mots-du-theatre/